# Bouteloua williamsii
Bouteloua williamsii är en gräsart som beskrevs av Jason Richard Swallen. Bouteloua williamsii ingår i släktet Bouteloua och familjen gräs. Inga underarter finns listade i Catalogue of Life.